# Hôn nhân cùng giới ở Yukon
Hôn nhân cùng giới ở Yukon hợp pháp từ 14 tháng 7, 2004, ngay lập tức sau quyết định của Tòa án Tối cao Yukon. Lãnh thổ này trở thành quyền tài phán thứ tư ở Canada (và thứ bảy trên thế giới) hợp pháp hóa hôn nhân cùng giới, sau tỉnh Ontario, British Columbia và Québec.